# هلنا ولی سوتیست (مونتانا)
هلنا ولی سوتیست (به انگلیسی: Helena Valley Southeast) شهری در ایالت مونتانا کشور ایالات متحده آمریکا است که جمعیت آن در سرشماری سال ۲۰۱۰ میلادی، ۸٬۲۲۷ نفر بوده‌است.

## موقعیت جغرافیایی
موقعیت جغرافیایی شهرها و مناطق اطراف به شرح زیر است: